# Любешовский район
Любе́шовский райо́н (укр. Любешівський район) — упразднённая административная единица на северо-востоке Волынской области Украины. Административный центр — посёлок городского типа Любешов. В рамках административной реформы 2020 г. включён в Камень-Каширский район.

## География
Площадь — 1450 км² (5-е место среди районов).
Основные реки — Припять, Стоход, Цир.
Основные озёра — Любязь, Белое.

## История
Любешовский район образован в 1940 году. В 1962 г. расформирован, 4 января 1965 г. — восстановлен.
В июле 2020 года в результате административно-территориальной реформы район вошёл в состав Камень-Каширского района, на его территории была сформирована Любешовская поселковая община. Территория Великоглушанского, Малоглушанского и Щитыньского сельских советов вошла в состав Камень-Каширской городской общины.

## Демография
Численность наличного населения района на 1 декабря 2013 года составляла 36 086 человек (10-е место среди районов), в том числе в городских условиях проживало 5 776 человек (16,01 %), в сельских — 30 310 (83,99 %). Постоянное население — 36 424 человека, в том числе городское население — 5 653 человека (15,52 %), сельское — 30 771 (84,48 %).

## Административное устройство
На момент упразднения район включал в себя:
Количество советов (рад):
- городских — 0
- поселковых — 1
- сельских — 20

## Населённые пункты
Количество населённых пунктов:
- посёлков городского типа — 1 (Любешов)
- сёл — 47 (Ветлы и др.)

Всего насчитывалось 48 населённых пунктов.